# Broken Arrow (Oklahoma)
Broken Arrow település az Amerikai Egyesült Államok Oklahoma államában. Lakosainak száma 113 540 fő (2020. április 1.).

## Története
A város neve egy régi alabamai Creek közösségről származik. A közösség tagjait az Egyesült Államok kormánya az 1830-as években a Könnyek ösvénye mentén elűzte Alabamából. A creekek új közösséget alapítottak az Indián Területen, és régi alabamai településükről nevezték el. A város Creek neve Rekackv (kiejtése thlee-Kawtch-kuh) volt, ami törött nyilat jelent. Az új Creek-település a mai Broken Arrow belvárosától néhány mérföldre délre feküdt.
Elam közössége, amely a mai Broken Arrow területén, a 145. keleti sugárút és a 111. utca közelében található, 1901 körül alakult ki. Üzletek, egy gyapottisztító üzem és néhány lakóház csoportjából állt.
1902-ben a Missouri-Kansas-Texas Railroad vasútvonalat tervezett a területen keresztül, és az útvonal mentén városi telephelyi kiváltságokat kapott. Három, még el nem nevezett telephelyet eladtak az Arkansas Valley Town Site Company-nak. William S. Fears, a társaság titkára választhatta ki és nevezhette el az egyik helyszínt. Ő egy Tulsától mintegy 29 km-re délkeletre fekvő és a thlee-kawtch-kuh településtől mintegy 8 km-re északra fekvő helyet választott ki, és az új városrészt az indián közösségről Broken Arrow-nak nevezte el. 1903-ban elkészült az MKT vasútvonal a város közepén futott keresztül. A vasútvonal ma is létezik, és jelenleg a Union Pacific tulajdonában van, amely jelenleg teherszállításra használja.

## Népesség
A település népességének változása:

| 2010 | 98 850  |
| 2020 | 113 540 |